# Чимего
Чимего, Чимеґо (італ. Cimego) — колишній муніципалітет в Італії, у регіоні Трентіно-Альто-Адідже, провінція Тренто. З 1 січня 2016 року Чимего є частиною новоствореного муніципалітету Борго-Кєзе.
Чимего розташоване на відстані близько 480 км на північ від Рима, 45 км на південний захід від Тренто.
Населення — 429 осіб (2014).
Щорічний фестиваль відбувається 11 листопада. Покровитель — святий Мартин.

## Демографія
Населення за роками:

Станом на 31 грудня 2014 року в муніципалітеті офіційно проживало 25 іноземців з 4 країн, серед них 12 громадян країн Євросоюзу.

## Сусідні муніципалітети
- Кастель-Кондіно
- Кондіно
- Даоне
- П'єве-ді-Боно
- Тіарно-ді-Сопра
- Тіарно-ді-Сотто